# Foggia Calcio 2000-2001
Questa pagina raccoglie le informazioni riguardanti il Foggia Calcio nelle competizioni ufficiali della stagione 2000-2001.

## Stagione
Nella stagione 2000-2001 il Foggia disputa il girone C del campionato di Serie C2, raccoglie 44 punti con il nono posto finale. Salgono in Serie C1 il Taranto che ha vinto il campionato con 63 punti, ed il Sora che vince i Play-off. La stagione dei satanelli inizia con il tecnico Lorenzo Mancano, in carica fino alla 14ª giornata, sconfitta (1-0) a Castrovillari, poi tocca ad Ignazio Arcoleo fino alla 24ª giornata, dopo la giornataccia contro il Tricase allo Zaccheria, sospesa dall'Arbitro all'inizio del secondo tempo, con gli ospiti in vantaggio (0-1) per incidenti, in seguito assegnata (0-2) ai pugliesi. Poi è toccato a Bruno Pace guidare i rossoneri fino al termine della stagione, chiusa equidistante da Play-off e Play-out. Unica soddisfazione l'aver espresso il capo cannoniere del girone C, infatti Luigi Molino ottiene il prestigioso traguardo firmando 18 reti in campionato, più altre 2 in Coppa Italia. Nella Coppa Italia di Serie C il Foggia disputa il girone O di qualificazione, che ha promosso ai sedicesimi di finale la Cavese.

## Rosa
| N. |                   | Ruolo | Calciatore          |
| -- | ----------------- | ----- | ------------------- |
|    | Italia (bandiera) | P     | Michele Tambellini  |
|    | Italia (bandiera) | P     | Antonio Efficie     |
|    | Italia (bandiera) | P     | Antonio Cagnazzo    |
|    | Italia (bandiera) | D     | Marco Pennacchietti |
|    | Italia (bandiera) | D     | Riccardo Bettini    |
|    | Italia (bandiera) | D     | Marco Bellocchi     |
|    | Italia (bandiera) | D     | Roberto Carannante  |
|    | Italia (bandiera) | D     | Rosario Guarino     |
|    | Italia (bandiera) | D     | Sebastian Fuentes   |
|    | Italia (bandiera) | D     | Alessandro Ubaldi   |
|    | Italia (bandiera) | D     | Antonio Palo        |
|    | Italia (bandiera) | D     | Andrea De Gregorio  |
|    | Italia (bandiera) | D     | Andrea Quaresmini   |
|    | Italia (bandiera) | D     | Andrea Lisuzzo      |
|    | Italia (bandiera) | D     | Nicola Mariniello   |
|    | Italia (bandiera) | C     | Fabio Consagra      |
|    | Italia (bandiera) | C     | Leonardo Palmieri   |
|    | Italia (bandiera) | C     | Vincenzo Bevo       |
|    | Italia (bandiera) | C     | Michele Pazienza    |

| N. |                     | Ruolo | Calciatore           |
| -- | ------------------- | ----- | -------------------- |
|    | Italia (bandiera)   | C     | Valerio Leto         |
|    | Italia (bandiera)   | C     | Pasquale Sanseverino |
|    | Italia (bandiera)   | C     | Francesco De Napoli  |
|    | Italia (bandiera)   | C     | Antonio D'Allocco    |
|    | Italia (bandiera)   | C     | Carmine Brescia      |
|    | Italia (bandiera)   | C     | Pietro Tarantino     |
|    | Italia (bandiera)   | C     | Elio Di Toro         |
|    | Italia (bandiera)   | C     | Antonio Matarangolo  |
|    | Italia (bandiera)   | C     | Riccardo Marrocolo   |
|    | Italia (bandiera)   | A     | Maurizio Bosco       |
|    | Italia (bandiera)   | A     | Antonio La Porta     |
|    | Italia (bandiera)   | A     | Massimo Marsich      |
|    | Italia (bandiera)   | A     | Antonio Papa         |
|    | Italia (bandiera)   | A     | Brian Diego Fuentes  |
|    | Svizzera (bandiera) | A     | Giuseppe Perrone     |
|    | Italia (bandiera)   | A     | Carlo Ricchetti      |
|    | Italia (bandiera)   | A     | Luigi Molino         |
|    | Italia (bandiera)   | A     | Roberto Magliocco    |
|    | Italia (bandiera)   | A     | Antonino Gulino      |

## Risultati

### Campionato

#### Girone di andata
| Arbitro: | Cirone (Palermo) |

|                                |           |                |
| D'Aviri 4’ (rig.) Borrotzu 66’ | Marcatori | 3’, 47’ Molino |

| Arbitro: | Bianchi (Lucca) |

|                                           |           |             |
| Bettini 63’, 75’ Molino 78’ Ricchetti 89’ | Marcatori | 22’ Baratto |

| Arbitro: | Cenni (Imola) |

|                          |           |               |
| Tortora 26’ Catalano 44’ | Marcatori | 46’ Ricchetti |

| Arbitro: | Tonin (Piombino) |

|  |           |            |
|  | Marcatori | 65’ Erbini |

| Arbitro: | Valensin (Milano) |

|                      |           |  |
| Bello 42’ Corona 62’ | Marcatori |  |

| Arbitro: | Giammillaro (Messina) |

|               |           |              |
| Ricchetti 41’ | Marcatori | 83’ Rizzioli |

| Arbitro: | Cuttica (Alessandria) |

|                           |           |                           |
| Di Muro 60’ Latartara 82’ | Marcatori | 26’, 32’, 71’, 90’ Molino |

| Arbitro: | Zambon (Padova) |

|                                          |           |  |
| Molino 25’ (rig.) Ricchetti 58’ Leto 63’ | Marcatori |  |

| Arbitro: | Marino (Roma) |

|                              |           |  |
| V. Garofalo 10’ Affuso 90+2’ | Marcatori |  |

| Arbitro: | Bianchi (Lucca) |

|              |           |                     |
| Pazienza 83’ | Marcatori | 76’ (rig.) Cangiano |

| Arbitro: | Ciancaleoni (Foligno) |

|                                 |           |              |
| Pennacchietti 16’ Ricchetti 87’ | Marcatori | 30’ Cetronio |

| Arbitro: | Crugliano (Crotone) |

|                      |           |             |
| Tassone 3’ Chiti 15’ | Marcatori | 47’ Perrone |

| Arbitro: | Cuttica (Alessandria) |

|             |           |                   |
| Perrone 47’ | Marcatori | 62’ (rig.) Spader |

| Arbitro: | Cirone (Palermo) |

|          |           |  |
| Cosa 30’ | Marcatori |  |

| Foggia 17 dicembre 2000 15ª giornata | Foggia             | 0 – 0 | Giugliano | Stadio Pino Zaccheria\| Arbitro: \| Mariuzzo (Venezia) \| |
| Arbitro:                             | Mariuzzo (Venezia) |       |           |                                                           |

| Arbitro: | Zambon (Padova) |

|                     |           |  |
| De Carolis 46’, 63’ | Marcatori |  |

| Arbitro: | Evangelista (Avellino) |

|            |           |  |
| Molino 84’ | Marcatori |  |

#### Girone di ritorno
| Arbitro: | Lops (Torino) |

|                   |           |          |
| Molino 10’ (rig.) | Marcatori | 85’ Rosa |

| Arbitro: | Micoli (Tivoli) |

|                                      |           |            |
| Vantaggiato 63’ (rig.) Carbonaro 81’ | Marcatori | 23’ Molino |

| Arbitro: | G. Rossi (Rimini) |

|               |           |              |
| Ricchetti 14’ | Marcatori | 81’ Ingrosso |

| Arbitro: | Cuttica (Alessandria) |

|                                                     |           |                     |
| Campanile 33’ (rig.) Erbini 81’ (rig.) semplice 84’ | Marcatori | 45+1’ (rig.) Molino |

| Arbitro: | Zenere (Schio) |

|                               |           |  |
| Molino 23’ (rig.) Marsich 67’ | Marcatori |  |

| Arbitro: | Girardi (San Donà di Piave) |

|               |           |  |
| Dell'Orzo 77’ | Marcatori |  |

| Arbitro: | Rocchi (Firenze) |

|  |           |              |
|  | Marcatori | 42’ Del Core |

| Arbitro: | Lombardi (Lanciano) |

|                |           |                                               |
| Insanguine 33’ | Marcatori | 23’ (rig.) Molino 35’ Tarantino 48’ Bellocchi |

| Arbitro: | Battistella (Conegliano) |

|                 |           |                     |
| Sanseverino 64’ | Marcatori | 26’ Vives 89’ Bedin |

| Arbitro: | Torella (Roma) |

|  |           |                   |
|  | Marcatori | 52’ (rig.) Molino |

| Arbitro: | Cenni (Imola) |

|              |           |  |
| Sgambati 24’ | Marcatori |  |

| Arbitro: | Finazzi (Torino) |

|                   |           |  |
| Pennacchietti 56’ | Marcatori |  |

| Arbitro: | Dattilo (Locri) |

|                           |           |               |
| Di Nardo 4’ Terrevoli 67’ | Marcatori | 6’ Carannante |

| Arbitro: | Zambon (Padova) |

|                             |           |               |
| Molino 30’ Carannante 90+1’ | Marcatori | 77’ Occhiuzzi |

| Giugliano in Campania 29 aprile 2001 32ª giornata | Giugliano            | 0 – 0 | Foggia | Stadio Alberto De Cristofaro\| Arbitro: \| Lambertini (Bologna) \| |
| Arbitro:                                          | Lambertini (Bologna) |       |        |                                                                    |

| Arbitro: | Lombardi (Lanciano) |

|                                             |           |                        |
| Molino 15’ Pennacchietti 47’ C. Brescia 85’ | Marcatori | 90+2’ (rig.) Terzaioli |

| Arbitro: | Bergonzi (Genova) |

|  |           |            |
|  | Marcatori | 78’ Molino |

### Coppa Italia di Serie C

#### Girone O
| Arbitro: | Latella (Potenza) |

|                   |           |                     |
| Molino 46’ (rig.) | Marcatori | 55’ (rig.) Pizzulli |

| Arbitro: | Nappi (Napoli) |

|                                 |           |            |
| Caliano 14’, 41’ Barrucci 90+1’ | Marcatori | 62’ Molino |

| Arbitro: | Semeraro (Taranto) |

|  |           |              |
|  | Marcatori | 78’ Cetronio |

| 27 agosto 2000 4ª giornata |  | – Turno di riposo Foggia |  |  |

| Arbitro: | Rubino (Salerno) |

|  |           |                       |
|  | Marcatori | 2’ Papa 85’ Marrocolo |